# Razão de risco
Na análise de sobrevivência, a razão de risco (em inglês:  hazard ratio) (HR) é a razão das taxas de risco correspondentes às condições descritas por dois níveis de uma variável explicativa. Por exemplo, em um estudo de drogas, a população tratada pode morrer duas vezes mais que a taxa por unidade de tempo da população de controle. A razão de risco seria 2, indicando maior risco de morte devido ao tratamento.
Razões de risco se diferem de riscos relativos (RRs) e razões de possibilidades (ORs), em que RRs e ORs são cumulativos ao longo de um estudo inteiro, usando um ponto final definido, enquanto HRs representam risco instantâneo ao longo do período do estudo, ou algum subconjunto dele. As razões de risco sofrem um pouco menos com o viés de seleção em relação aos desfechos escolhidos e podem indicar riscos que acontecem antes do desfecho.

## Definição e derivação
Modelos de regressão são usados para obter razões de risco e seus intervalos de confiança.
A taxa de risco instantânea é o limite do número de eventos por unidade de tempo dividido pelo número em risco, conforme o intervalo de tempo se aproxima de 0.
{\displaystyle h(t)=\lim _{\Delta t\rightarrow 0}{\frac {\mathrm {eventos\;observados\;no\;intervalo} [t,t+\Delta t]/N(t)}{\Delta t}}}
onde {\displaystyle N(t)} é o número de risco no início de um intervalo. Um perigo é a probabilidade de um paciente falhar entre {\displaystyle t} e {\displaystyle t+\Delta t}, visto que ele sobreviveu até o tempo {\displaystyle t}, dividido por {\displaystyle \Delta t}, com {\displaystyle \Delta t} se aproximando de zero.
A razão de risco é o efeito sobre essa taxa de risco de uma diferença, como associação de grupo (por exemplo, tratamento ou controle, masculino ou feminino), conforme estimado por modelos de regressão que tratam o log do HR como uma função de um risco de linha de base {\displaystyle h_{0}(t)} e uma combinação linear de variáveis explicativas:
{\displaystyle \log h(t)=f(h_{0}(t),\alpha +\beta _{1}X_{1}+\cdots +\beta _{k}X_{k}).\,}
Esses modelos são geralmente modelos de regressão de riscos proporcionais classificados; o mais conhecido é o modelo semiparamétrico de riscos proporcionais de Cox e os modelos paramétricos exponencial de Gompertz e Weibull.
Para dois grupos que diferem apenas na condição de tratamento, a proporção das funções de risco é dada por {\displaystyle e^{\beta }}, onde {\displaystyle \beta } é a estimativa do efeito do tratamento derivada do modelo de regressão. Essa razão de risco, ou seja, a razão entre o risco previsto para um membro de um grupo e para um membro do outro grupo, é dada mantendo tudo o mais constante, ou seja, assumindo a proporcionalidade das funções de risco.
Para uma variável explicativa contínua, a mesma interpretação se aplica a uma diferença de unidade. Outros modelos de HR têm formulações diferentes e a interpretação das estimativas dos parâmetros difere de acordo.